# Adrienne McNeil Herndon

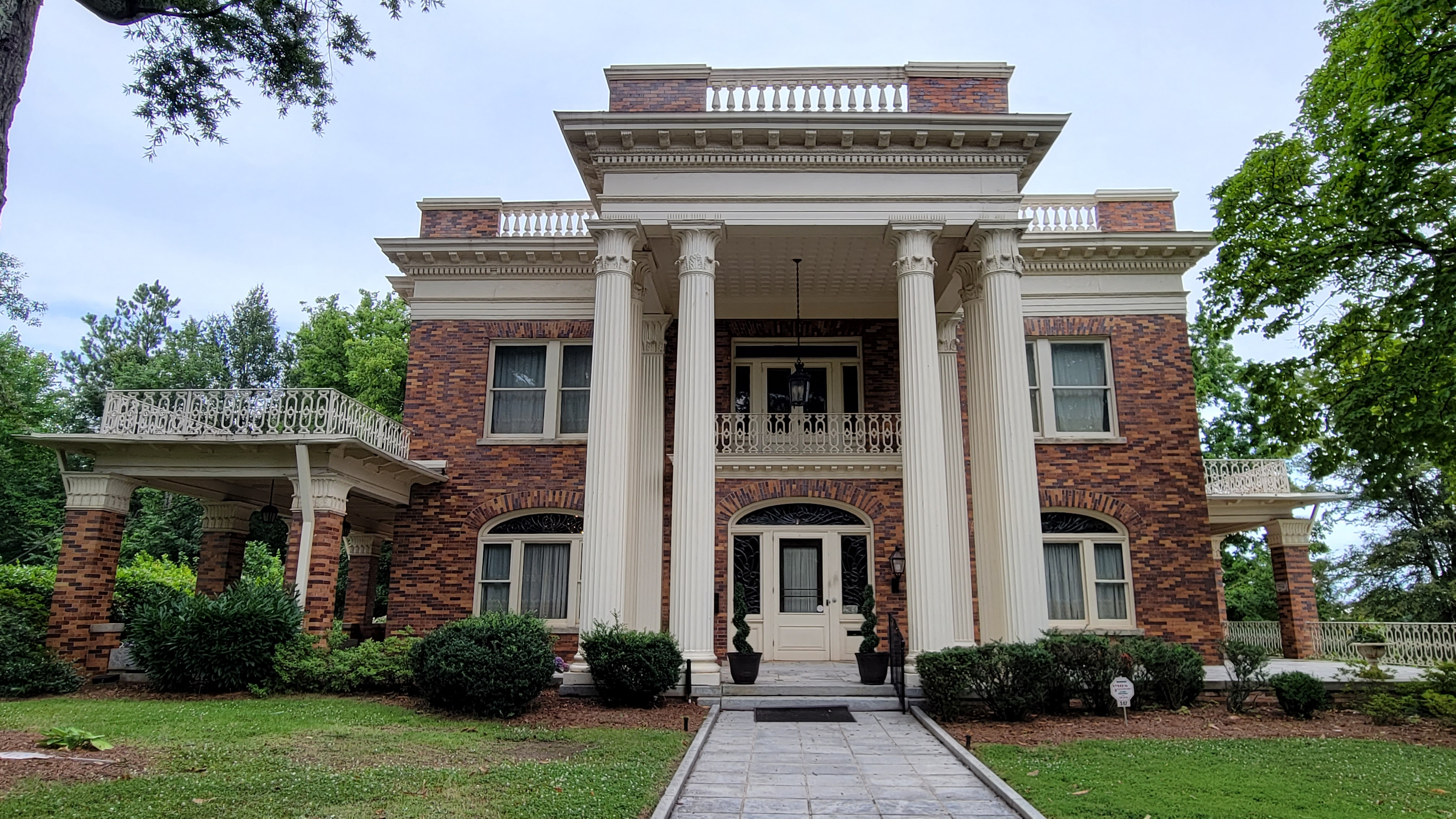
Herndon Home

Adrienne Elizabeth McNeil Herndon va ser una actriu, professora i activista d'Atlanta, Geòrgia. El seu nom artístic va ser Anne Du Bignon. Va assistir a una de les primeres facultats afroamericanes de la Universitat d'Atlanta, on va conèixer a W. I. B. Du Bois i posteriorment va treballar amb ell. Al costat de Alonzo Herndon, amb qui va estar casada, van formar una parella influent.

## Biografia
Adrienne Elizabeth McNeil va néixer en Savannah (Geòrgia) el 22 de juliol de 1869.
McNeil es va graduar en 1890 a la Universitat Clark Atlanta. Va assistir a l'Escola d'Art Dramàtic de Boston (1902-3) i a la American Academy of Dramatic Arts de Nova York.
Per al seu projecte final va interpretar Marco Antonio i Cleòpatra, sota el pseudònim d'Anne Du Bignon, afirmant que era d'ascendència crioll-francesa.
A la Universitat d'Atlanta, Herndon va aconseguir el càrrec de primera director d'interpretació i professora de elocució des de 1895 fins a la seva defunció en 1910. Va ser una de les primeres persones afroamericanes que va ensenyar a la Universitat d'Atlanta (l'altra va ser George Towns), incorporant-se dos anys abans que Du Bois. Allí va organitzar la recollida de fons i la interpretació anual de Shakespeare per part dels alumnes d'últim curs.
El gener de 1904 va debutar en solitari en el Steinert Hall de Boston, tornant a usar el nom d'Anne Du Bignon. Herndon va donar suport al sufragi negre. Dubois i Adrienne Herndon van ser col·legues a la Universitat d'Atlanta. A l'octubre de 1904, Alonzo va signar la Conferència de Ontario, encapçalada per Du Bois. Adrienne Herndon va allotjar el Moviment del Niàgara, també dirigit per Du Bois, i el 30 de novembre de 1905 també va participar en la manifestació organitzada per Du Bois a l'Església Baptista de Wheat Street a favor del “moviment del Sud”, al que es va unir en l'estrada. Durant els disturbis d'Atlanta de 1906, dos empleats de Alonzo van ser atacats i van resultar morts. Després dels disturbis, Herndon i el reverend Henry H. Proctor es van reunir amb l'alcalde i el cap de policia per discutir sobre la seguretat de les víctimes i la persecució dels revoltats.
Adrienne McNeil es va casar amb Alonzo Herndon. En 1894 abans d'acceptar l'oferta de matrimoni li va fer prometre que recolzaria la seva carrera teatral. En 1897 el matrimoni va tenir un fill, Norris Bumstead Herndon. A l'edifici Herndon Home, ella va anar dissenyant sense plànols, però treballant en estret contacte amb un equip d'artesans negres.
Per desgràcia, Adrienne va morir de la malaltia de Addison just quan la construcció de l'edifici, que havia dissenyat per ser la seva “primera llar de debò”, estava finalitzant. Algunes fonts sostenen que va morir quatre setmanes després que la família es mudés a Herndon Home, però unes altres sostenen que va morir una setmana abans que acabessin les obres. També és possible que la família es traslladés a l'edifici abans que aquest estigués acabat.
Norris Herndon es va graduar a la Universitat d'Atlanta en 1919. Va expandir el negoci d'assegurances del seu pare, que va passar d'un milió a 54 milions de dòlars en actius. En 1947, Norris va establir la Herndon Foundation per a la conservació de Herndon Home.
En 1973 l'edifici es va transformar en museu. En 2000 va ser declarat Fita Històrica Nacional.